# Sikorsky MH-53 Pave Low
La série d'hélicoptères d'opérations spéciales Sikorsky MH-53 Pave Low fut produite par Sikorsky Aircraft Corporation pour le compte de l'Armée de l'air américaine. Les appareils étaient des HH-53B/C mis à jour, variantes du Sikorsky CH-53 Sea Stallion. Ces HH-53 Super Jolly Green Giant furent initialement conçus pour remplacer les Sikorsky HH-3 Jolly Green Giant.

## Conception et développement
L'US Air Force a commandé les variantes HH-53B et HH-53C pour ses missions de recherche et sauvetage au combat, et a par la suite développé les MH-53J et MH-53M Pave Low pour des missions d'opérations spéciales.
La mission du Pave Low consiste à pénétrer des zones hostiles sans se faire détecter, à basse altitude, sur de longues distances, de nuit ou par mauvais temps, pour infiltrer, ravitailler ou exfiltrer des équipes de forces spéciales. Les Pave Low travaillent souvent en conjonction avec des avions Lockheed MC-130 pour bénéficier de leur soutien en matière de navigation, de communications et de ravitaillement en vol,,.
Bien qu'il soit surnommé officiellement Stallion, il doit à son gros fuselage vert des HH-53B le surnom de Super Jolly Green Giant (« super joyeux géant vert »). Ce nom est une référence à un appareil plus ancien, le HH-3F « Jolly Green Giant », une variante du H-3 Sea King.

### HH-53B

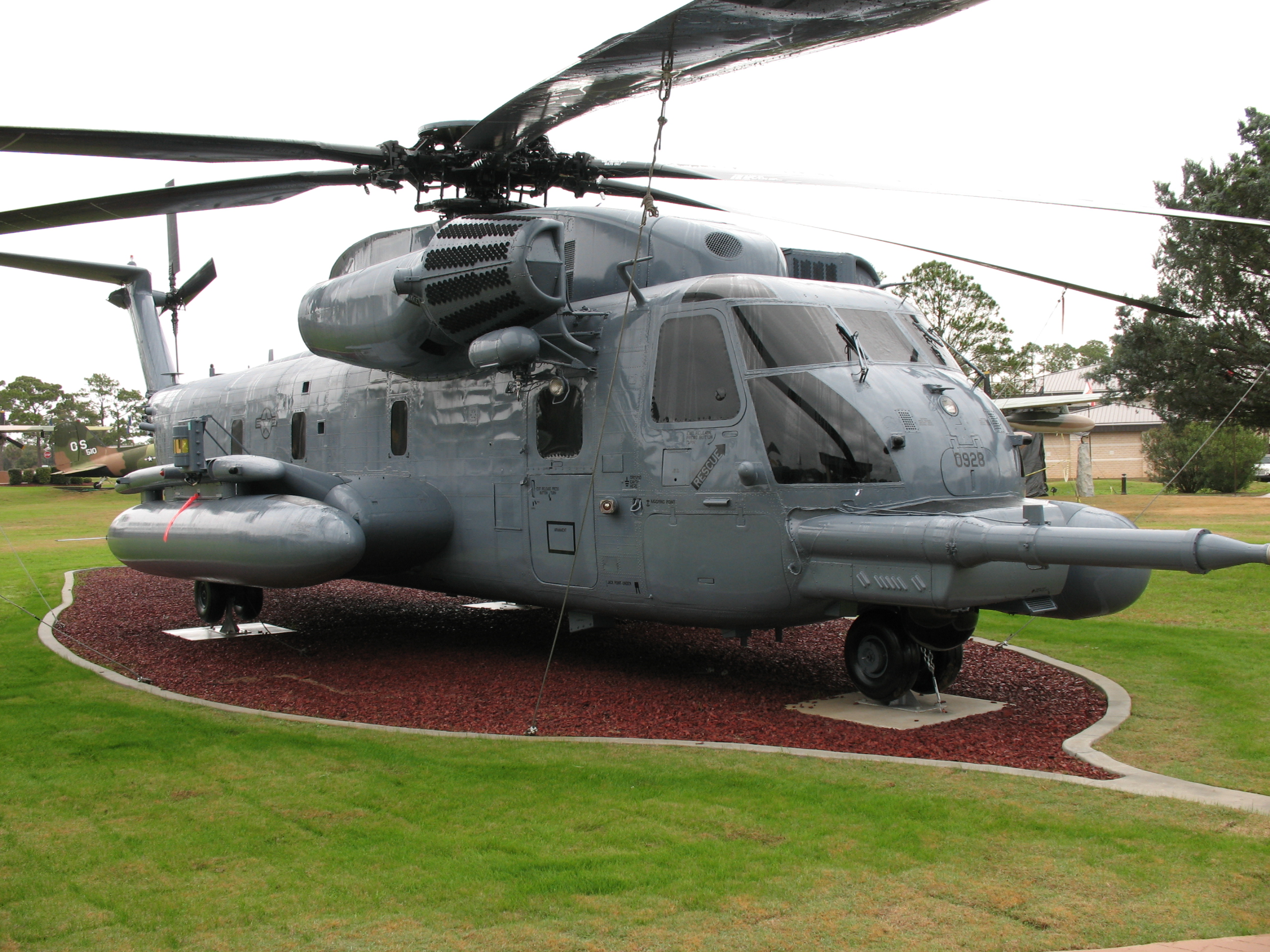
Un MH-53M Pave Low au Memorial Air Park d'Hurlburt Field en Floride.

L'US Air Force avait une bonne opinion de ses hélicoptères de recherche et sauvetage au combat Sikorsky HH-3E Jolly Green Giant, et en 1966, attribua un contrat à Sikorsky pour le développement d'une variante du CH-53A.
Le HH-53B, tel qu'il fut conçu, comportait :
- Une perche de ravitaillement en vol escamotable sur le côté droit du nez.
- Des réservoirs externes avec une capacité de 2 461 litres.
- Un treuil de sauvetage sur le côté droit, équipé d'un câble en acier de 76 m.
- Un armement défensif constitué de trois miniguns General Electric GAU-2 calibre de 7,62 mm à six tubes.
- 544 kg de blindages.
- Un radar Doppler de navigation monté sous l'appareil.

Initialement équipés de moteurs T64-GE-3 de 3080 chevaux, ils furent par la suite équipés de moteurs T64-GE-7 développant 3925 chevaux. L'équipage se composait de cinq membres : un pilote, un copilote, un mécanicien navigant, et deux sauveteurs embarqués (pararescuemen).
Le premier des huit HH-53B effectua son premier vol le 15 mars 1967 et était en service en Asie du Sud-Est à la fin de l'année.

### HH-53C
La différence la plus visible entre les HH-53B et les HH-53C concernait les réservoirs de carburant dont l'expérience révéla qu'ils étaient trop gros et dégradaient les performances de l'appareil. Un réservoir plus petit de 1 700 litres fut adopté à la place. D'autres changements comprenaient un renforcement du blindage et un matériel radio plus performant pour permettre les communications longue distance avec les C-130 ravitailleurs, les avions d'appui et personnels à secourir au sol.
Un total de 44 HH-53C fut produit à partir de 1968. Vers la fin de la guerre, ils étaient munis de pods de contre-mesures pour faire face aux missiles à tête chercheuse infrarouge. Comme pour le HH-53B, le HH-53C a également été utilisé pour des opérations secrètes d'infiltration, ainsi que de récupération de drones de reconnaissance. Quelques-uns ont également été affectés au soutien du programme spatial Apollo, pour récupérer la capsule en cas de problème.
En plus des HH-53C livrés, l'Air Force acquit 20 CH-53C pour ses opérations spéciales en Asie du Sud-Est. Très similaire au HH-53C, le CH-53C s'en distinguait seulement par l'absence de la perche de ravitaillement en vol et de certains blindages.

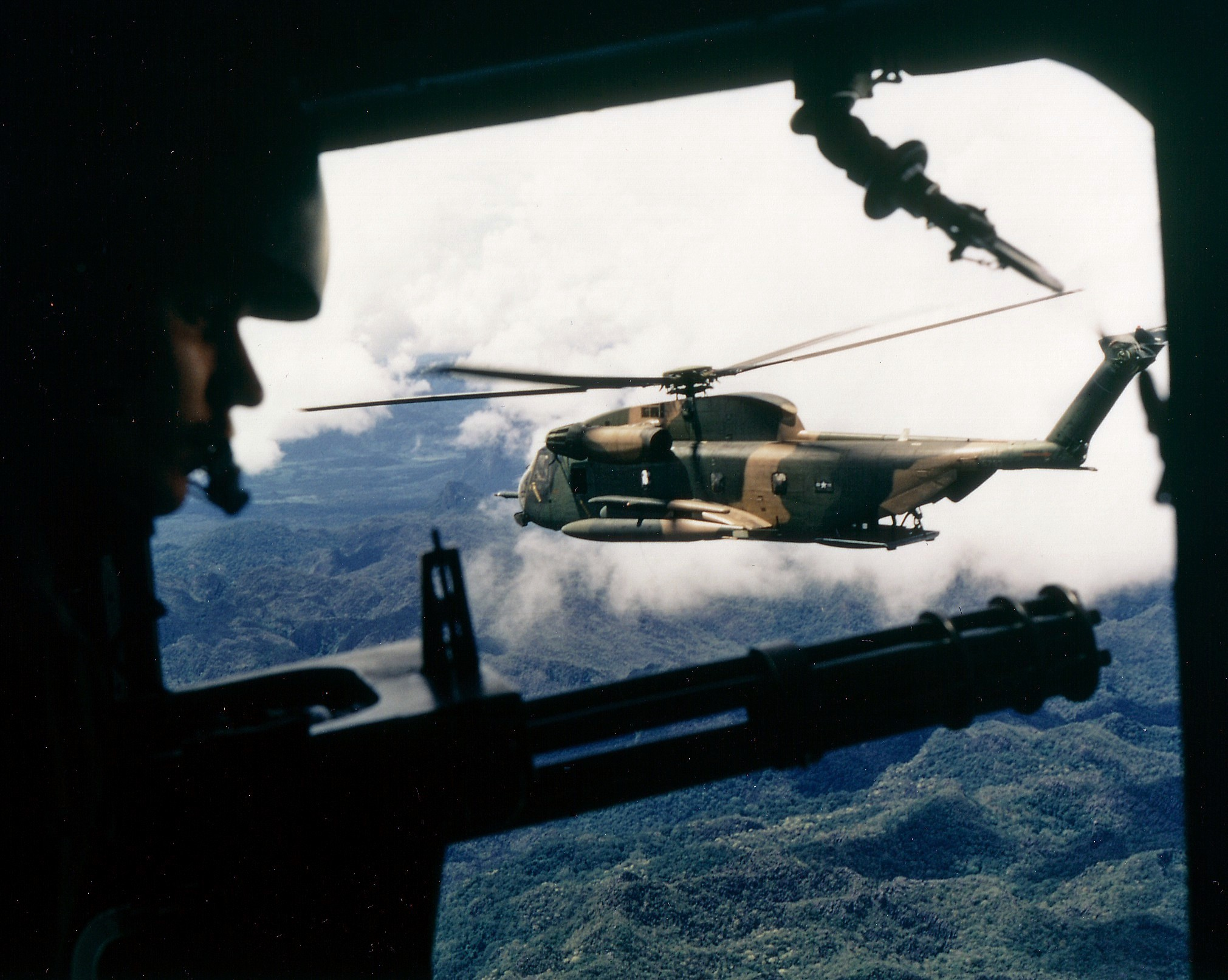
Un HH-53 au Viêt Nam en octobre 1972.

Les Super Jollies participèrent en 1970 au raid de Son Tay pour tenter de libérer des prisonniers américains d'un camp nord-vietnamien. La mission fut correctement exécutée, mais le camp était vide de prisonniers. Pendant le conflit, 17 Super Jollies furent abattus, dont un par un MiG-21 le 28 janvier 1970 au-dessus du Laos.
Les HH-53B, HH-53C, et CH-53C restèrent en service à la fin des années 1980. Ceux affectés en première ligne étaient camouflés alors que ceux affectés à des missions de sauvetage aux États-Unis étaient peints en gris avec une bande jaune sur la queue.

### HH/MH-53H
Les Super Jollies furent très utiles dans les opérations au Viêt Nam, mais ils étaient limités aux opérations diurnes par beau temps. Un système de télévision à bas niveau de lumière Pave Low I fut testé sur un appareil en Asie du Sud-Est en 1969, mais il manquait de fiabilité. 
En 1975, un HH-53B fut équipé du système plus évolué Pave Low II et renommé YHH-53H. Cet essai fut jugé satisfaisant et huit HH-53C en furent équipés. Ces HH-53H Pave Low III furent opérationnels dès le 1er juillet 1980 et furent transférés du service de recherche et sauvetage à la 1st Special Operations Wing à la suite du désastre de l'opération Eagle Claw. Deux des HH-53H furent perdus en cours d'entraînement en 1984 mais furent remplacés par deux autres CH-53C convertis au standard HH-53H.
Le HH-53H gardait la perche de ravitaillement en vol, les réservoirs de carburant externes, le treuil de sauvetage, et les mitrailleuses Browning de calibre 12,7 mm du HH-53C. Ses améliorations étaient :
- un imageur infrarouge
- un radar de suivi de terrain
- un système de navigation Doppler
- une centrale de navigation inertielle
- un affichage cartographique informatisé
- un récepteur d'alerte radar et des lance-leurres.

### MH-53J/M

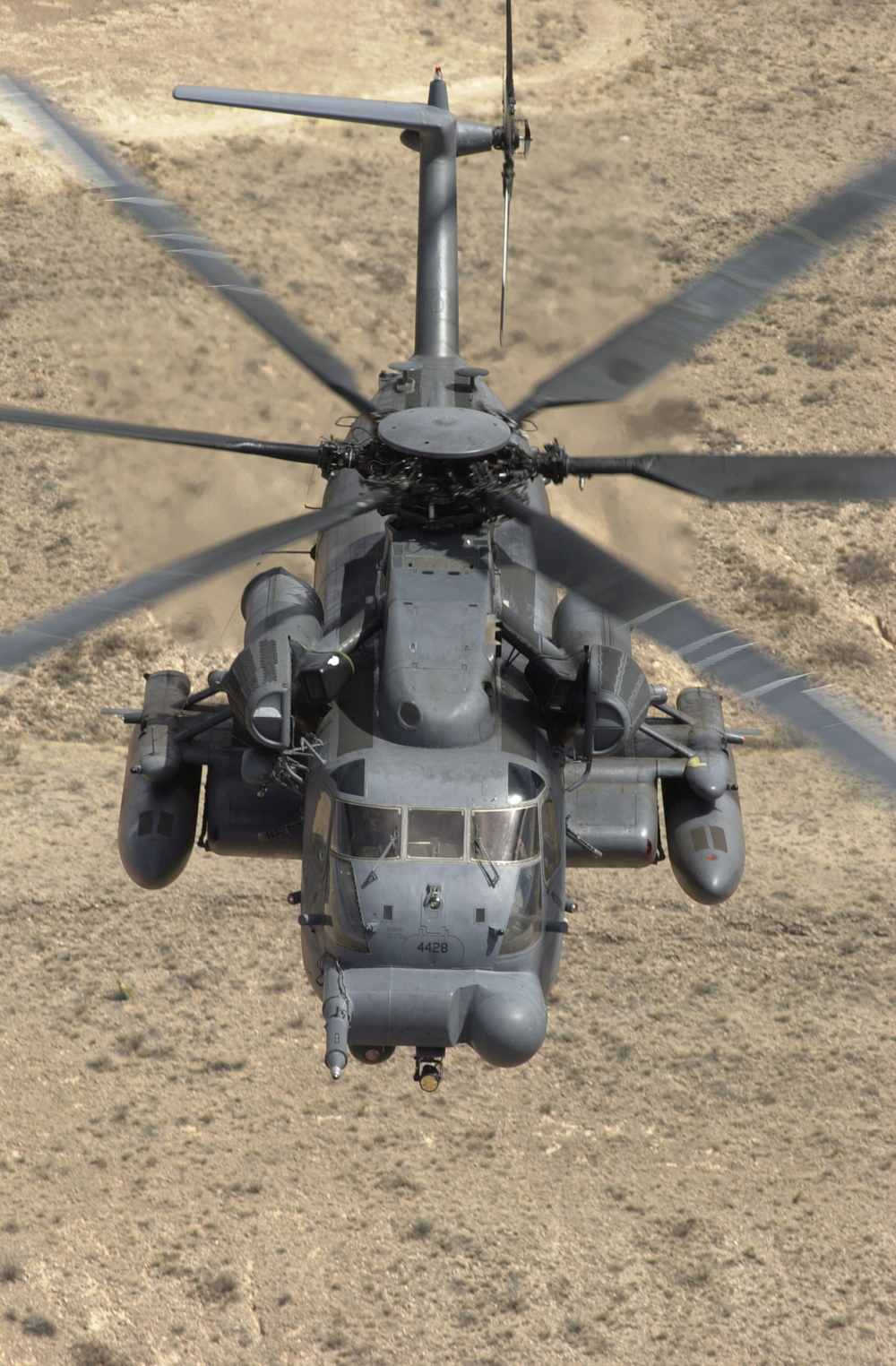
Un MH-53J Pave Low IIIE du Special Operations Squadron lors d'une mission d'entraînement.

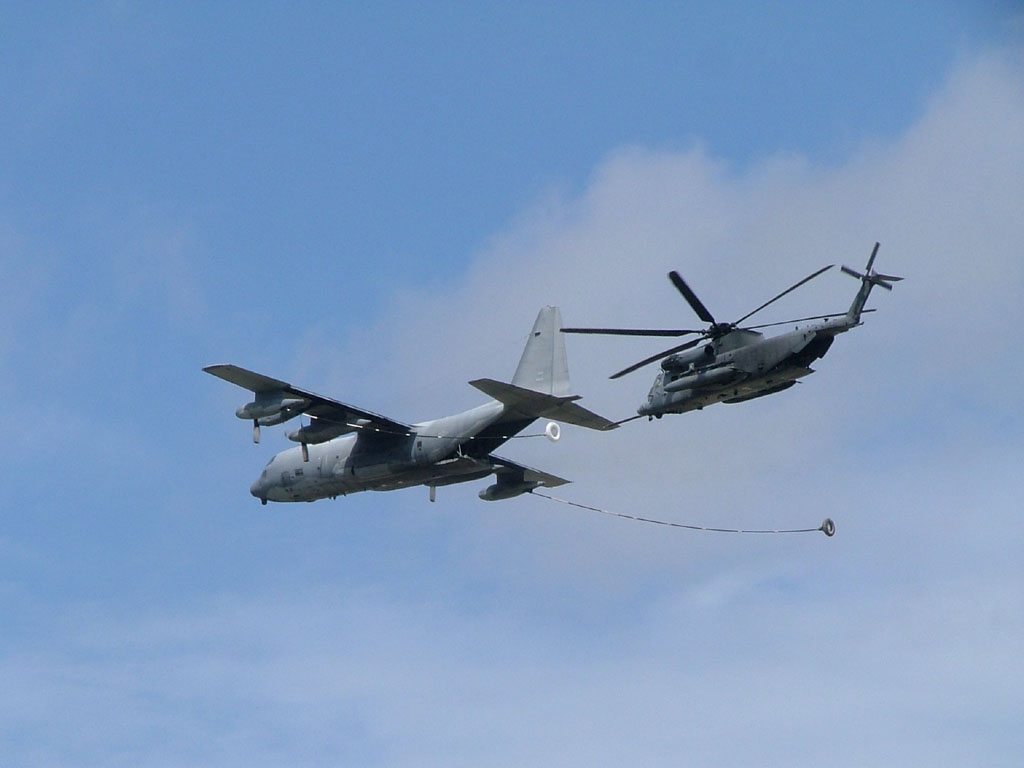
Un MH-53 Pave Low du Special Operations Group de la RAF approchant un MC-130P lors d'un exercice de ravitaillement en 2004.

L'Air Force modifia neuf MH-53H et trente-deux HH-53 au standard Pave Low III pour des opérations de nuit et par mauvais temps. Le MH-53J Pave Low III était le plus gros et le plus puissant hélicoptère de l'US Air Force ; c'était également le plus avancé technologiquement. Équipé d'un radar de suivi de terrain, d'un imageur infrarouge, d'un système de navigation inertielle avec une géolocalisation par GPS, il peut s'infiltrer à basse altitude en suivant le contour du relief et évitant les obstacles.
La mission principale du MH-53J était de déposer, soutenir, et récupérer les forces spéciales derrière les lignes ennemies, il avait également la capacité d'effectuer des missions de recherche et de sauvetage.
Il pouvait transporter 38 soldats et jusqu'à neuf tonnes d'emport, se déplacer à plus de 260 km/h jusqu'à 16 000 pieds (4 900 m). La dernière mission du MH-53 Pave Low fut effectuée par six appareils le 27 septembre 2008 dans une mission de soutien à des forces spéciales en Irak.

## Versions
- TH-53A : version d'entraînement de l'US Air Force

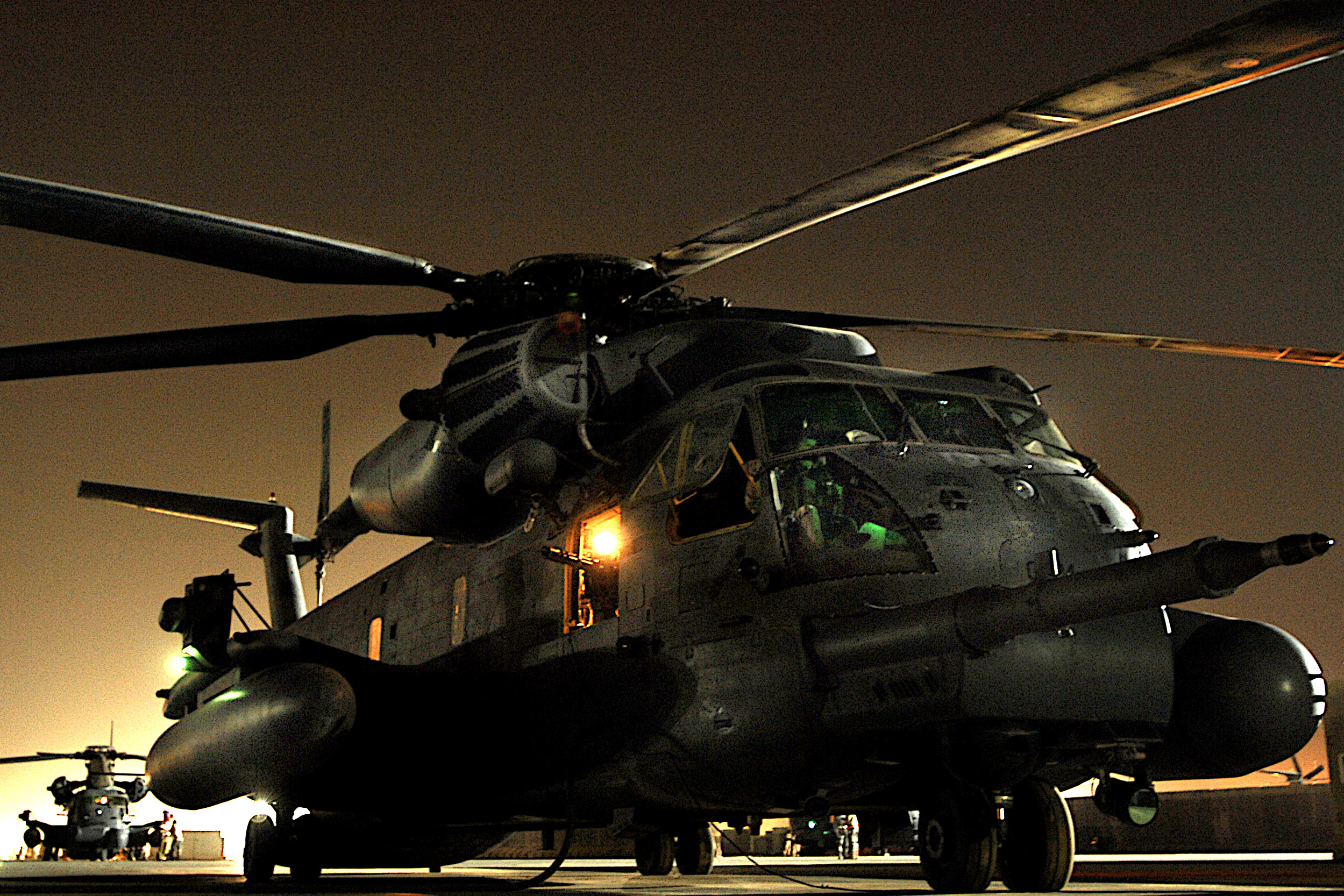
Deux MH-53 Pave Low lors de leur dernière mission en Irak en septembre 2008.

- HH-53B : CH-53A affecté aux missions de recherche et de sauvetage
- CH-53C : version de transport lourd construite à 22 exemplaires
- HH-53C : Super Jolly Green Giant
- YHH-53H : prototype Pave Low I
- HH-53H : version d'infiltration nocturne Pave Low II
- MH-53H : HH-53H renommé pour son service dans les opérations spéciales
- MH-53J : Pave Low III destiné aux opérations spéciales[8],[9],[10]
- MH-53M : Pave Low IV modifié à partir de Pave Lows III[8],[9],[10]

## Utilisateurs
États-Unis
- US Air Force
  - 20th Special Operations Squadron « Green Hornets » à Hurlburt Field, Floride

HH-53H Pave Low (1980-1988)
MH-53J Pave Low III (1988-1999)
MH-53M Pave Low IV (1999-2008)
- 21st Special Operations Squadron « Dust Devils » à RAF Woodbridge, RAF Alconbury puis RAF Mildenhall, Angleterre

MH-53 Pave Low (1988–2007)
- 31st Special Operations Squadron à Clark AB, Philippines, puis Marine Corps Air Station Futenma à Okinawa, Japon

MH-53 Pave Low (1990–2001)

## Le Pave Low en action
Le 20 décembre 1989, des MH-53J Pave Low III participent à l'invasion du Panama.
Les MH-53J participent à la guerre du Golfe en 1991. Ils guident des AH-64 Apache qui attaquent les radars et les sites de défense irakiens pendant la première action du conflit, ouvrant la voie aux raids aériens. Les Pave Low assurent également l'alerte CSAR, récupérant notamment le pilote d'un F-14 Tomcat abattu. Ils sont également sollicités en soutien des forces spéciales britanniques, celles du Special Operations Command Central (SOCCENT) ainsi que de la Joint Special Operations Task Force chassant les missiles Scud irakiens.
Des Pave Low participent aussi à l'opération Force alliée, la guerre du Kosovo en 1999. Ils participent à deux opérations CSAR réussies, récupérant le pilote d'un F-117 Nighthawk abattu et celui d'un F-16 américain.
Des MH-53M participent aussi à l'opération Enduring Freedom, assurant la CSAR dans le sud de l'Afghanistan et effectuant notamment l'évacuation des blessés causés par un bombardement fratricide sur les troupes qui accompagnaient Hamid Karzai en décembre 2001.

## Culture populaire
- Un HH-53B Sea Stallion est visible dans le film 747 en péril (1974), où un pilote est descendu de l'hélicoptère par une longe dans un Boeing 747 en vol[18].
- Un HH-53C est visible dans le film Firefox, l'arme absolue (1982)[19].
- Le roman de Tom Clancy Danger immédiat met en scène de manière réaliste un MH-53J Pave Low pour infiltrer des commandos américains en mission contre un cartel de la drogue en Colombie[20]. (Dans le film adapté de ce roman, ce rôle est tenu par des MH-60L Black Hawk[21].)
- Des MH-53 Pave Low apparaissent dans l'album de Buck Danny La Nuit du serpent.
- Dans le film Transformers, le Decepticon Blackout se transforme en MH-53 Pave Low.
- Dans le film Transformers 2 : la Revanche, le Decepticon Grindor se transforme en CH-53 Super Stallion.
- Dans les jeux vidéo Modern Warfare 2 et Call of Duty: Modern Warfare 3, l'hélicoptère Pave Low que l'on peut obtenir dans le mode multijoueur et dans le mode campagne. Il s'agit de l'hélicoptère de Nikolai dans Modern Warfare 2 et il s'agit d'un bonus de série d'éliminations dans Modern Warfare 3 (Modern Warfare 2 également) contrôlé par l'intelligence artificielle qui effectue le tour de la carte en mitraillant avec une tourelle.
- Dans le jeu Flashpoint Operation Red River, il est présent lors des déploiements tactiques.